# 程维嘉
程维嘉（1921年—2004年），原名程华魂，笔名义丁，男，四川广安人，中国话剧导演、演员，曾任中国戏剧家协会理事。